# Psilocladia loxostigma
Psilocladia loxostigma är en fjärilsart som beskrevs av Louis Beethoven Prout 1915. Psilocladia loxostigma ingår i släktet Psilocladia och familjen mätare. Inga underarter finns listade.